# Planet Earth (singel)
Planet Earth – pierwszy singel angielskiego zespołu Duran Duran, z debiutanckiego albumu Duran Duran. Ukazał się 2 lutego 1981 roku. 

## Piosenka
Była to pierwsza piosenka otwierająca nowy nurt w muzyce – new romantic. Zawierała nawet w swoim tekście linijkę:

like some New Romantic looking for the TV sound

Amerykańska agencja kosmiczna NASA ma dość długą i oryginalną tradycję puszczania piosenek zespołu Duran Duran na misjach kosmicznych, a w szczególności właśnie singla "Planet Earth".